# Han Veltman
Johannes (Han) Jacobus Veltman, född 29 juli 1928 i Amsterdam, är en holländsk-svensk konstnär.
Han är son till banktjänstemannen Johannes Veltman och Johanna Belt och från 1956 gift med Elfriede Kletzien. 
Www.hanveltman.com
Veltman studerade vid Amsterdams konstfackskola 1943–1944 och vid Amsterdams konstakademi 1944–1946 och vid École des Beaux-Arts i Paris 1948–1950.
Han flyttade till Sverige i början av 1950-talet och har här verkat som konstnär. Tillsammans med Stig Ghylfe ställde han ut i Nyköping 1954 och tillsammans med Adrian van Arkel på Konstsalongen Yxsmedsgränd. 
Separatutställningar i Stockholm, Tyskland, Holland, Dubai och Prag.
Han medverkade i Liljevalchs Stockholmssalonger och samlingsutställningar i Farsta och Amsterdam. Bland hans offentliga arbeten märks en väggmålning i S:t Agneskyrkan i Amsterdam.
Veltman har även illustrerat flertal trädgårdsböcker och informationslitteratur. Teckningarna från Palmerättegången publicerades i många länder.